# 加布里亚克 (洛泽尔省)
加布里亚克（法語：Gabriac，法語發音：[ɡabʁijak]）是法国洛泽尔省的一个市镇，属于弗洛拉克区。

## 地理
加布里亚克（44°10'39"N, 3°43'24"E）面积8.44 平方千米，位于法国奧克西塔尼大區洛泽尔省，该省份为法国南部内陆省份，北起上盧瓦爾省和康塔爾省，西接阿韦龙省，南至加尔省，东临阿尔代什省。
与加布里亚克接壤的市镇（或旧市镇、城区）包括：莫勒宗、法兰西谷地圣克鲁瓦、圣安德烈-德瓦尔博涅、勒蓬皮杜。

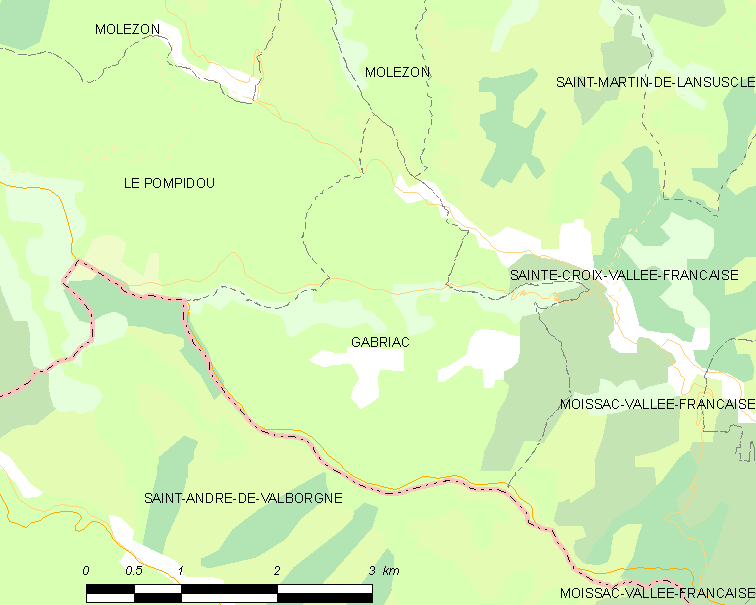
的OSM定位图

加布里亚克的时区为UTC+01:00、UTC+02:00（夏令时）。

## 行政
加布里亚克的邮政编码为48110，INSEE市镇编码为48067。

## 政治
加布里亚克所属的省级选区为勒科莱德代兹县。

## 人口

1962-2008年间人口变化图示

加布里亚克于2022年1月1日时的人口数量为102人。